# 般奴·蘇古連尼
般奴·蘇古連尼（西班牙語：Bruno Zuculini，1993年4月2日—），是一名阿根廷的職業足球運動員，司職中場，現效力阿甲球队河床。

## 外部連結
- BDFutbol profile （页面存档备份，存于）
- ESPN statistics Archive.today的存檔，存档日期2013-01-03
- Manchester City official profile （页面存档备份，存于）
- （西班牙文） Argentine Primera statistics at Futbol XXI